# 教育の情報化

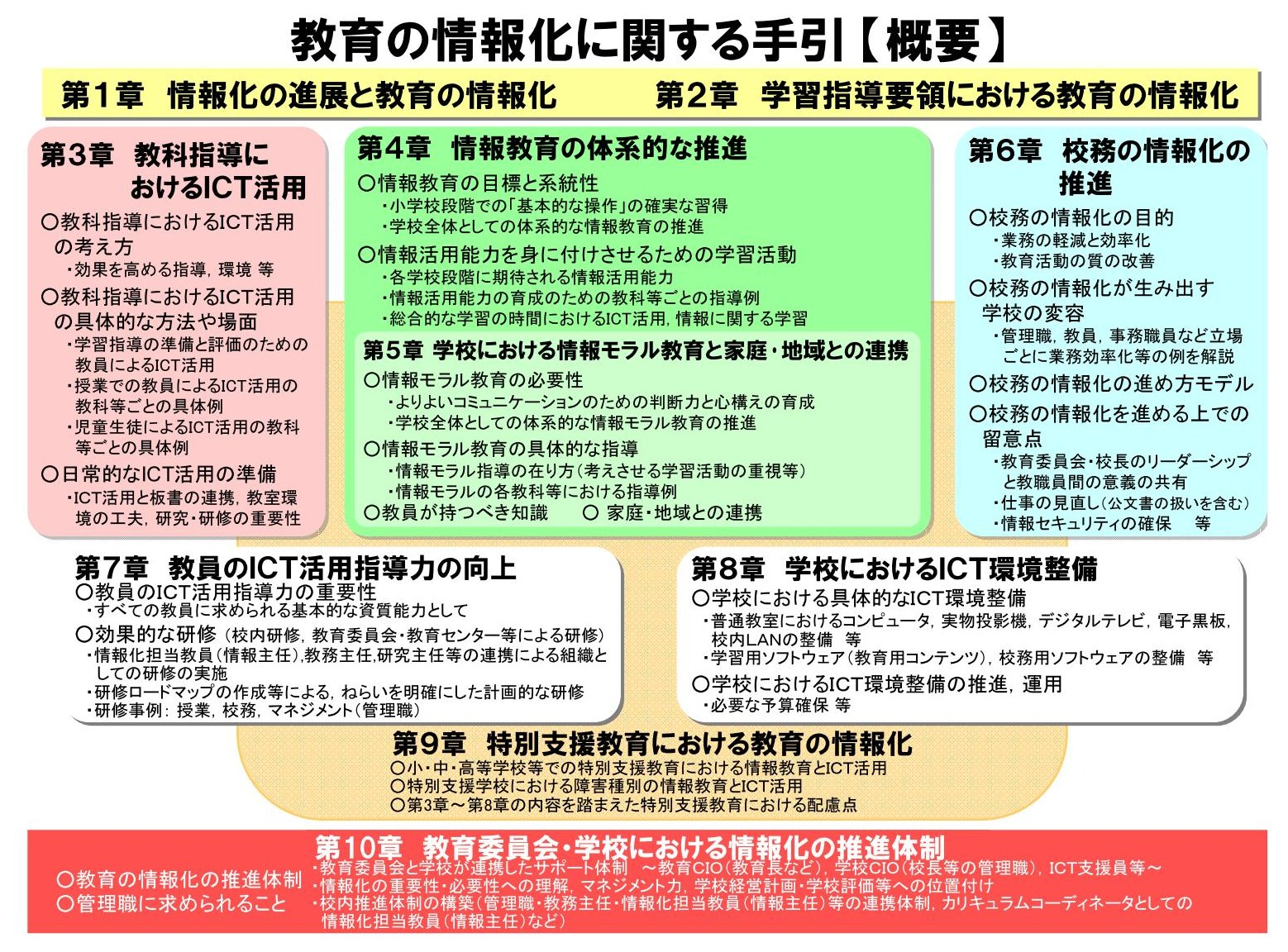
教育の情報化

教育の情報化（きょういくのじょうほうか）とは、文部科学省が教育の質の向上を目指して実施する取り組みの一つである。「情報教育」「教科指導におけるICT活用」「校務の情報化」を３つの柱とする。

## 教育の情報化に関する手引
教育の情報化について詳しく示した、文部科学省による手引き書
。
- 第1章 情報化の進展と教育の情報化
- 第2章 学習指導要領における教育の情報化
- 第3章 教科指導におけるICT活用
- 第4章 情報教育の体系的な推進
- 第5章 学校における情報モラル教育と家庭・地域との連携
- 第6章 校務の情報化の推進
- 第7章 教員のICT活用指導力の向上
- 第8章 学校におけるICT環境整備
- 第9章 特別支援教育における教育の情報化
- 第10章 教育委員会・学校における情報化の推進体制

## 参考資料
- https://www.mext.go.jp/a_menu/shotou/zyouhou/1259413.htm 教育の情報化に関する手引：文部科学省
- https://www.mext.go.jp/a_menu/shotou/zyouhou/index.htm 教育の情報化の推進：文部科学省